# ST200
La  ST200 è una famiglia di processori VLIW; i cores sono basati su tecnologie sviluppate congiuntamente dai Hewlett-Packard Laboratories e STMicroelectronics sotto il nome di Lx.

La principale applicazione della famiglia ST200 è l'embedded media processing.

## Cores ST200
La famiglia ST200 VLIW allo stato comprende i cores ST210, ST220, ST231, che sono implementazioni single-cluster dell'architettura Lx.

## Tools
Il primo compilatore di ST210 è stato il compilatore HP Lx sviluppato presso gli HP Labs di Cambridge (Boston, MA- USA); questo compilatore è derivato dal Multiflow Trace scheduling dopo che fu radicalmente modificato dalla HP per adattarsi all'ambito embedded.